# جام یوفا ۰۳–۲۰۰۲
جام یوفا ۰۳–۲۰۰۲، سی و دومین فصل از جام یوفا، مسابقات فوتبال باشگاهی سطح دوم اروپا بود که توسط یوفا سازماندهی شد و با قهرمانی پورتو به پایان رسید.